# Marcin Mroziński
Marcin Mroziński [ˈmart͡ɕin mrɔˈʑiɲskʲi]IPA (* 26. září 1985 Inowrocław), známý též jako Martin Fitch, je polský herec, zpěvák a moderátor, který v roce 2010 reprezentoval Polsko na Eurovision Song Contest.

## Biografie

### Začátky
Narodil se 26. září 1985 v polské Inowrocławi. Svou hudební kariéru zahájil ve věku 8 let. Již od mládí se účastnil řady dětských hudebních soutěží v Polsku. V roce 1997 vyhrál National French Song Contest, která se konala ve městě Radziejów. Také reprezentoval Polsko na mezinárodním festivale Zpívající maska, kde se umístil na druhém místě. Od roku 1998 začal moderovat různé televizní pořady v Polsku a byl také semifinalistou v polské verzi soutěže Idol. Byl moderátorem pořadu Cartoon Network Production Staraoke, který byl točen v Londýně.

### Eurovision Song Contest 2010
14. února 2010 vyhrál polské národní kolo Krajowe Eliminacje 2010 a získal právo reprezentovat Polsko na Eurovision Song Contest 2010 s písní „Legenda“. V semifinále 25. května 2010 skončil na 13. místě a nekvalifikoval se do finále.

### Po roce 2010
V roce 2012 se zúčastnil hudebního festivalu Sunčane skale, který se každoročně koná v černohorském městě Herceg Novi. V kategorii Pjesma ljeta se umístil s písní „Is that a Real Love“ na 3. místě se ziskem 75 bodů a ztrátou na vítěze 8 bodů.
11. února 2017 se pod jménem Martin Fitch zúčastnil soutěže Krajowe Eliminacje s písní „Fight for Us“. Skončil na 7. místě.

### Muzikály
Byl v obsazení v následujících muzikálech:
- Fantom opery jako Viscount Raoul de Chagny – Teatr Muzyczny ROMA, Varšava, 2008
- Bídníci jako Marius – Teatr Muzyczny ROMA, Varšava, od roku 2010
- Boyband (podle Petera Quiltera) jako Sean – Teatr Kwadrat, Varšava, 1998